# Cat Deeley
Catherine Elizabeth "Cat" Deeley (West Bromwich, 23 de outubro de 1976) é uma apresentadora de televisão, atriz, cantora e modelo inglesa. Desde 2006, Deeley apresenta o So You Think You Can Dance nos Estados Unidos, pelo qual recebeu uma nomeação ao Prêmios Emmy do Primetime para Melhor apresentador-Concurso. Desde 2008 é também o rosto da marca de xampu Pantene no Reino Unido. Em 1998, ela ficou na sétima colocação na lista das 100 Mulheres Mais Sensuais da revista FHM, em 1999 a 9.ª, 2000 e 2001 a 7.ª.